# Bee County
Das Bee County ist ein County im Bundesstaat Texas der Vereinigten Staaten. Das U.S. Census Bureau hat bei der Volkszählung 2020 eine Einwohnerzahl von 31.047 ermittelt. Der Sitz der County-Verwaltung (County Seat) befindet sich in Beeville.

## Geographie
Das County liegt im Südosten von Texas, etwa 80 km vom Golf von Mexiko entfernt und hat eine Fläche von 2.280 Quadratkilometern, ohne nennenswerte Wasserfläche. Das County grenzt im Uhrzeigersinn an folgende Countys: Karnes County, Goliad County, Refugio County, San Patricio County und Live Oak County.

## Geschichte
Bee County wurde am 8. Dezember 1857 aus Teilen des San Patricio County, Goliad County, Refugio County, Live Oak County und Karnes County gebildet. Benannt wurde es nach Bernard Elliott Bee, Sr. (1787–1853), einem Kriegsminister und Botschafter in den Vereinigten Staaten für die Republik Texas. Er war ein Gegner der Annexion Texas’ durch Amerika.
Im Jahr der Gründung bekam das County auch sein erstes Postbüro. Der erste Sitz der County-Verwaltung war Beeville, der 1860 nach Maryville verlegt wurde. 1858 wurden die ersten öffentlichen Schulen eröffnet. Der Hauptwirtschaftszweig war die Viehzucht und Farmland hatte nur eine untergeordnete Bedeutung. 1870 begannen die ersten Farmer mit der Schafzucht und 1880 gab es bereits über 61.000 Schafe und wurden für die nächsten 20 Jahre zum wichtigsten Exportgut. 1880 war auch der Beginn der Kultivierung von Agrarflächen. Gab es 1870 erst 25 Farmen, so waren es 1890 bereits 264 und im Jahr 1900 schon 628 Farmen. Hauptsächlich wurden Getreide, Flachs, Erdnüsse, Früchte, Gemüse und Zwiebeln angebaut.
Die Eisenbahn sorgte für ein weiteres Wachstum der Farmen, da sie jetzt ihre Erträge einfacher und schneller in die nächstgrößeren Städte bringen konnten. Ebenso sorgten sie für den Zustrom neuer Siedler. 1886 baute die San Antonio and Aransas Pass Railway eine Strecke von San Antonio nach Pettus und Beeville und 1888 baute die Gulf, Western Texas and Pacific Railway eine Strecke von Victoria bis Beeville. Zwischen 1870 und 1890 hatte sich die Bevölkerung fast vervierfacht. 1910 gab es 1.381 Siedler mexikanischer und 188 Siedler deutscher Abstammung.
1929 gab es die ersten Erdölfunde und ab 1930 wurden auch Hähnchen, Truthähne und Gänse gezüchtet. Die Pferdezucht gewann ebenfalls an Bedeutung. 1954 eröffnete die US-Navy eine Militärbasis im County, was neben neuen Problemen auch einen weiteren Aufschwung bedeutete.

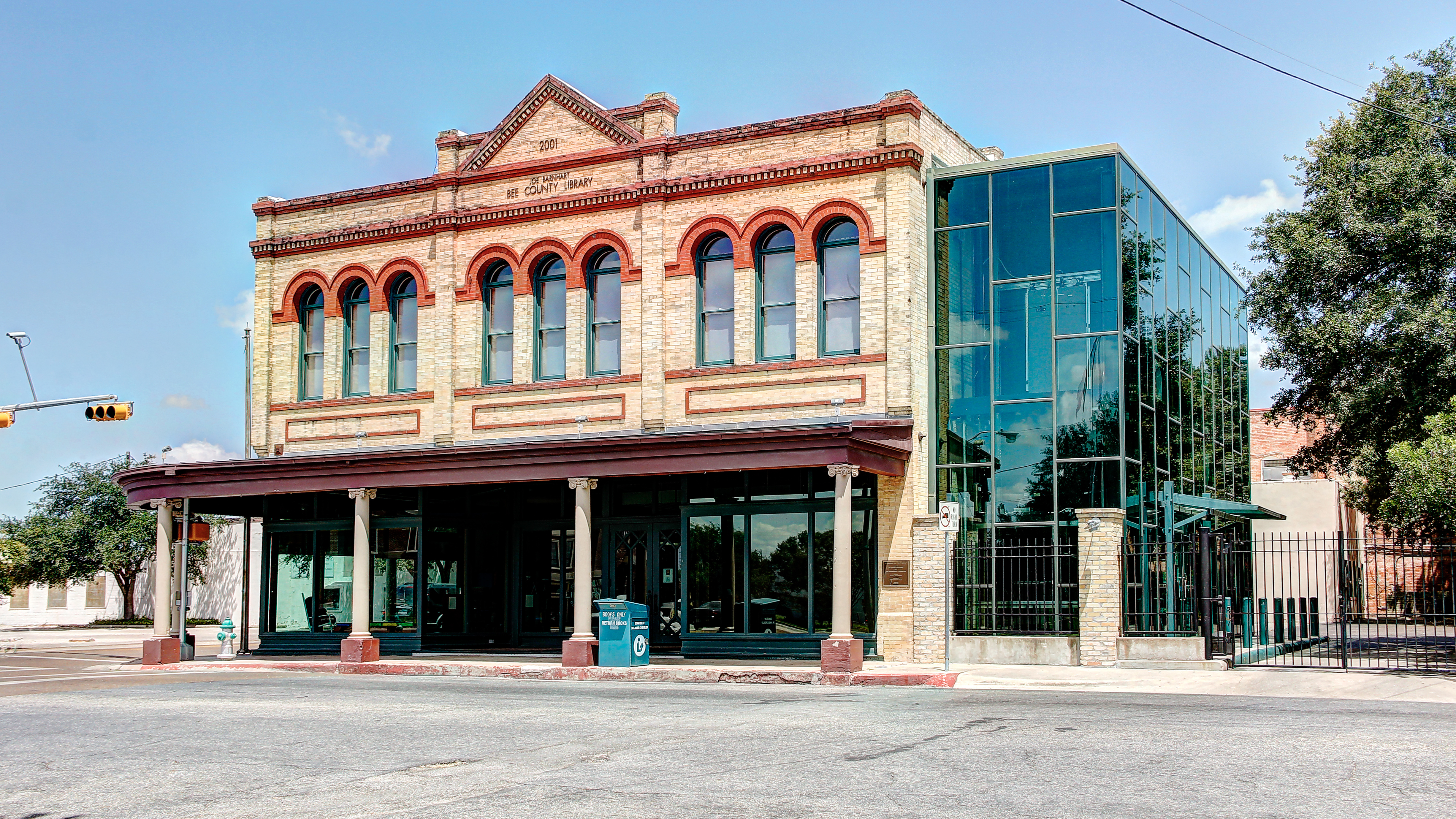
Das Praeger Building ist einer von 13 Einträgen des Countys im NRHP.

13 Bauwerke und Stätten des Countys sind im National Register of Historic Places (NRHP) eingetragen (Stand 1. Oktober 2018).

## Demografische Daten
Nach der Volkszählung im Jahr 2000 lebten im Bee County 32.359 Menschen in 9.061 Haushalten und 6.578 Familien. Die Bevölkerungsdichte betrug 14 Einwohner pro Quadratkilometer. Ethnisch betrachtet setzte sich die Bevölkerung zusammen aus 67,85 Prozent Weißen, 9,90 Prozent Afroamerikanern, 0,42 Prozent amerikanischen Ureinwohnern, 0,51 Prozent Asiaten, 0,03 Prozent Bewohnern aus dem pazifischen Inselraum und 19,15 Prozent aus anderen ethnischen Gruppen; 2,13 Prozent stammten von zwei oder mehr Ethnien ab. 53,93 Prozent der Einwohner waren spanischer oder lateinamerikanischer Abstammung.
Von den 9.061 Haushalten hatten 37,8 Prozent Kinder oder Jugendliche, die mit ihnen zusammen lebten. 52,9 Prozent waren verheiratete, zusammenlebende Paare 14,8 Prozent waren allein erziehende Mütter und 27,4 Prozent waren keine Familien. 23,7 Prozent waren Singlehaushalte und in 9,9 Prozent lebten Menschen im Alter von 65 Jahren oder darüber. Die durchschnittliche Haushaltsgröße betrug 2,74 und die durchschnittliche Familiengröße betrug 3,25 Personen.
23,4 Prozent der Bevölkerung war unter 18 Jahre alt, 13,3 Prozent zwischen 18 und 24, 35,4 Prozent zwischen 25 und 44, 17,8 Prozent zwischen 45 und 64 und 10,2 Prozent waren 65 Jahre alt oder älter. Das Medianalter betrug 32 Jahre. Auf 100 weibliche Personen kamen 148,4 männliche Personen und auf 100 Frauen im Alter von 18 Jahren oder darüber kamen 164,9 Männer.
Das jährliche Durchschnittseinkommen eines Haushalts betrug 28.392 USD, das Durchschnittseinkommen einer Familie betrug 32.967 USD. Männer hatten ein Durchschnittseinkommen von 26.473 USD, Frauen 20.666 USD. Das Prokopfeinkommen betrug 10.625 USD. 19,7 Prozent der Familien und 24,0 Prozent der Einwohner lebten unterhalb der Armutsgrenze.

## Orte im County
- Beeville
- Blanconia
- Blue Berry Hill
- Blue Berry Hill Colonia
- Cadiz
- Caesar
- Clareville
- Mineral
- Monteola
- Normanna
- Oaks
- Olmos
- Orangedale
- Papalote
- Pawnee
- Pettus
- Skidmore
- Tuleta
- Tulsita
- Tynan

## Schutzgebiete und Parks
- Alta Vista Park
- Ann Burke Park
- Beeville City Park
- Flournoy Park
- Kobler Park
- Northwest Area Park
- Poesta Park
- Reyes Park
- Ten Acre Park
- Veterans Memorial Park